# إلترلاين
الترلاين (بالألمانية: Elterlein) هي بلدة ألمانية تقع في ألمانيا في ساكسونيا.  يقدر عدد سكانها بـ 3,217 نسمة .

## المدن التوأمة
مدينة Belm هي مدينة توأمة لـالترلاين.